# Talilt
Talilt o Aïth Si Ali es un pueblo en la Provincia de Bumerdés en Cabilia dentro de Argelia.

## Ubicación
El pueblo está rodeado por el río Corso y el río Thala, y también por la ciudad de Beni Amrane en la cordillera de Khachna.